# Wapato
Wapato est une ville américaine située dans le comté de Yakima, dans l’État de Washington. Le recensement de 2010 a indiqué une population de 4 997 habitants.

## Histoire
Fondée en 1885, la localité s’appelait alors Simcoe. Pour éviter toute confusion avec Fort Simcoe, elle a été rebaptisée Wapato en 1903. La ville a été incorporée le 16 septembre 1908.
Environ 75 % de la population (probablement 85 % en incluant les clandestins) est d’origine hispanique.